# Corduliochlora borisi
Corduliochlora borisi – gatunek ważki z rodziny szklarkowatych (Corduliidae); jedyny przedstawiciel rodzaju Corduliochlora. Jest endemitem wschodnich Bałkanów występującym na pograniczu Grecji, Bułgarii i Turcji.